# Dorjia
Dorjia is een kevergeslacht uit de familie van de boktorren (Cerambycidae). De wetenschappelijke naam van het geslacht werd voor het eerst geldig gepubliceerd in 1989 door Holzschuh.

## Soorten
Dorjia is monotypisch en omvat slechts de volgende soort:
- Dorjia tenzingi Holzschuh, 1989